# Apopka
Apopka ist eine Stadt im Orange County im US-Bundesstaat Florida.
Das U.S. Census Bureau hat bei der Volkszählung 2020 eine Einwohnerzahl von 54.873 ermittelt.

## Geographie
Apopka liegt rund zehn Kilometer nordwestlich von Orlando.

## Geschichte
1888 wurde die Bahnstrecke der Florida Midland Railway eröffnet, die vom Lake Jesup über Apopka und Clarcona nach Kissimmee führte. Mit der Übernahme der Strecke durch das Plant System 1896 wurde der Abschnitt Lake Jesup – Clarcona stillgelegt.

## Demographische Daten
Laut der Volkszählung 2010 verteilten sich die damaligen 41.542 Einwohner auf 15.707 Haushalte. Die Bevölkerungsdichte lag bei 666,8 Einw./km². 64,3 % der Bevölkerung bezeichneten sich als Weiße, 20,7 % als Afroamerikaner, 0,3 % als Indianer und 3,2 % als Asian Americans. 8,3 % gaben die Angehörigkeit zu einer anderen Ethnie und 3,3 % zu mehreren Ethnien an. 25,4 % der Bevölkerung bestand aus Hispanics oder Latinos.
Im Jahr 2010 lebten in 42,0 % aller Haushalte Kinder unter 18 Jahren sowie 20,5 % aller Haushalte Personen mit mindestens 65 Jahren. 76,5 % der Haushalte waren Familienhaushalte (bestehend aus verheirateten Paaren mit oder ohne Nachkommen bzw. einem Elternteil mit Nachkomme). Die durchschnittliche Größe eines Haushalts lag bei 2,88 Personen und die durchschnittliche Familiengröße bei 3,25 Personen.
29,8 % der Bevölkerung waren jünger als 20 Jahre, 27,7 % waren 20 bis 39 Jahre alt, 27,5 % waren 40 bis 59 Jahre alt und 14,7 % waren mindestens 60 Jahre alt. Das mittlere Alter betrug 35 Jahre. 48,5 % der Bevölkerung waren männlich und 51,5 % weiblich.
Das durchschnittliche Jahreseinkommen lag bei 58.996 $, dabei lebten 10,1 % der Bevölkerung unter der Armutsgrenze.
Im Jahr 2000 war Englisch die Muttersprache von 80,60 % der Bevölkerung, spanisch sprachen 16,52 % und 2,88 % hatten eine andere Muttersprache.

## Wirtschaft und Infrastruktur

### Wirtschaft
Die hauptsächlichen Beschäftigungszweige sind: Ausbildung, Gesundheit und Soziales: (16,5 %), Handel / Einzelhandel: (13,2 %), Zukunftstechnologien, Management, Verwaltung: (10,4 %).

### Schulen
- Bear Lake Elementary School, etwa 1.150 Schüler
- Lakeville Elementary School, etwa 900 Schüler
- Rock Springs Elementary School, etwa 850 Schüler
- Clay Springs Elementary School, etwa 800 Schüler
- Clarcona Elementary School, etwa 700 Schüler
- Dream Lake Elementary School, etwa 700 Schüler
- Lovell Elementary School, etwa 680 Schüler
- Apopka Elementary School, etwa 600 Schüler
- Piedmont Lakes Middle School, 1.650 Schüler
- Apopka Senior High School, etwa 3.450 Schüler

### Kliniken
- The Summit
- Florida Hospital Apopka

In der näheren Umgebung gibt es noch folgende Kliniken:
- Health Central in Ocoee, etwa 12 km entfernt
- Lakeside Alternatives Hospital in Orlando, etwa 15 km entfernt
- Lifestream Behavioral Center in Leesburg, etwa 22 km entfernt

### Verkehr
Apopka wird vom U.S. Highway 441 (SR 500) sowie den Florida State Roads 414 (Maitland Boulevard Extension, mautpflichtig) und 429 (Daniel Webster Western Beltway, mautpflichtig) durchquert. Innerhalb des Stadtgebiets verläuft die Florida State Road 451. Der nächste Flughafen ist der Orlando International Airport (rund 40 Kilometer entfernt).
Die Florida Central Railroad operiert im Frachtverkehr von hier über Tavares nach Umatilla, nach Sorrento sowie bis nach Orlando und Winter Garden.

## Kultur und Sehenswürdigkeiten

### Historische Stätten
Folgende Objekte in Apopka sind im National Register of Historic Places gelistet:
| [ 5 ] | Name                                   | Bild                       | Eintragsdatum                 | Lage                                                   | Beschreibung |
| ----- | -------------------------------------- | -------------------------- | ----------------------------- | ------------------------------------------------------ | ------------ |
| 1     | Apopka Seaboard Air Line Railway Depot | weitere Bilder             | 15. März 1993 ID-Nr. 93000134 | 36 East Station Street 28° 40′ 11″ N, 81° 30′ 39″ W    |              |
| 2     | Carroll Building                       | Carroll Building           | 4. März 1993 ID-Nr. 93000135  | 407-409 South Park Avenue 28° 40′ 17″ N, 81° 30′ 34″ W |              |
| 3     | Mitchell-Tibbetts House                | Mitchell-Tibbetts House    | 7. Nov. 1991 ID-Nr. 91001661  | 21 East Orange Street 28° 40′ 40″ N, 81° 30′ 40″ W     |              |
| 4     | Ryan & Company Lumber Yard             | Ryan & Company Lumber Yard | 25. Feb. 1993 ID-Nr. 93000074 | 215 East Fifth Street 28° 40′ 18″ N, 81° 30′ 27″ W     |              |
| 5     | Waite-Davis House                      | Waite-Davis House          | 2. Aug. 1990 ID-Nr. 90001127  | 5 South Central Avenue 28° 40′ 39″ N, 81° 30′ 41″ W    |              |